# Brachydesmus
Brachydesmus är ett släkte av mångfotingar som beskrevs av Heller 1858. Brachydesmus ingår i familjen plattdubbelfotingar.

## Bildgalleri

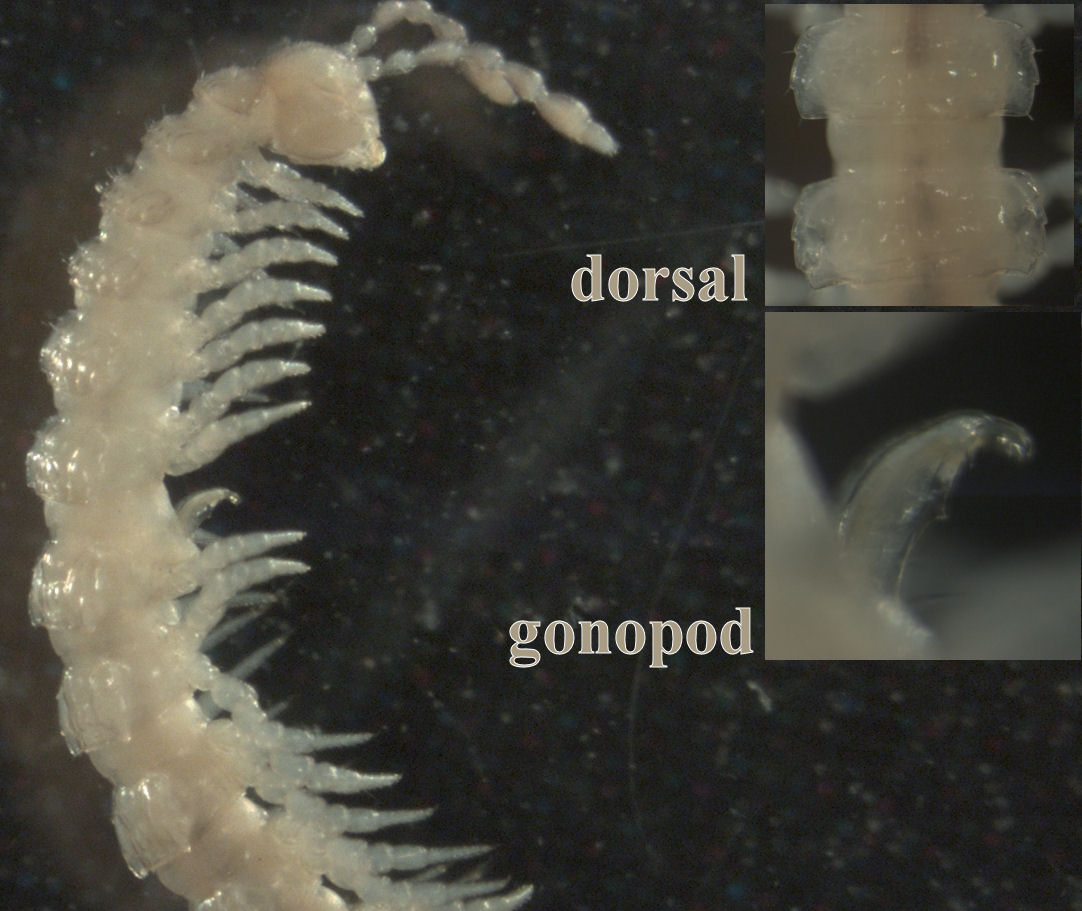
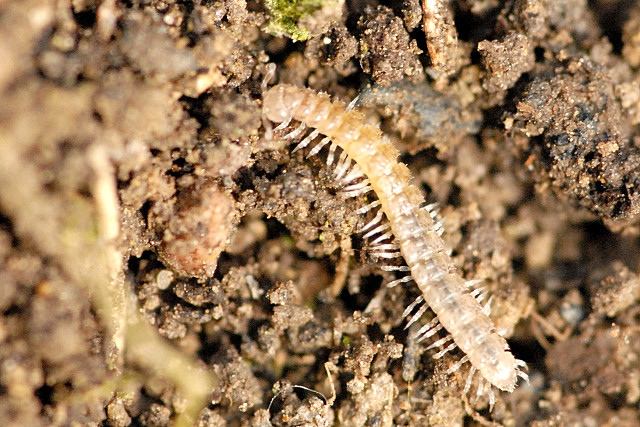

## Dottertaxa tillBrachydesmus, i alfabetisk ordning[1][2]
- Brachydesmus absoloni
- Brachydesmus amblyotropis
- Brachydesmus apfelbecki
- Brachydesmus assimilis
- Brachydesmus attemsi
- Brachydesmus attemsii
- Brachydesmus attenuatus
- Brachydesmus avalae
- Brachydesmus bebekensis
- Brachydesmus bidentatus
- Brachydesmus bosniensis
- Brachydesmus camerani
- Brachydesmus carniolensis
- Brachydesmus cernagoranus
- Brachydesmus chyzeri
- Brachydesmus cornuatus
- Brachydesmus cristofer
- Brachydesmus croaticus
- Brachydesmus dadayi
- Brachydesmus dadayii
- Brachydesmus dalmaticus
- Brachydesmus doboiensis
- Brachydesmus dolinensis
- Brachydesmus dorsolucidus
- Brachydesmus exiguus
- Brachydesmus ferrugineus
- Brachydesmus filiformis
- Brachydesmus frangipanus
- Brachydesmus frondicola
- Brachydesmus furcatus
- Brachydesmus glabrimarginalis
- Brachydesmus hastatus
- Brachydesmus henrikenghoffi
- Brachydesmus herzegowinensis
- Brachydesmus histricus
- Brachydesmus incisus
- Brachydesmus inferus
- Brachydesmus insculptus
- Brachydesmus institor
- Brachydesmus istanbulensis
- Brachydesmus jalzici
- Brachydesmus jeanelli
- Brachydesmus jubatus
- Brachydesmus kalischewskyi
- Brachydesmus karawajewi
- Brachydesmus langhofferi
- Brachydesmus lapadensis
- Brachydesmus lapidivagus
- Brachydesmus latzelii
- Brachydesmus likanus
- Brachydesmus ljubetensis
- Brachydesmus lobifer
- Brachydesmus macedonicus
- Brachydesmus magnus
- Brachydesmus margaritatus
- Brachydesmus mitis
- Brachydesmus nemilanus
- Brachydesmus novaki
- Brachydesmus parallelus
- Brachydesmus pereliae
- Brachydesmus perfidus
- Brachydesmus peristerensis
- Brachydesmus pigmentatus
- Brachydesmus polydesmoides
- Brachydesmus proximus
- Brachydesmus radewi
- Brachydesmus reversus
- Brachydesmus silvanus
- Brachydesmus spinosus
- Brachydesmus splitensis
- Brachydesmus strasseri
- Brachydesmus stygivagus
- Brachydesmus styricus
- Brachydesmus subterraneus
- Brachydesmus superus
- Brachydesmus talyschanus
- Brachydesmus televensis
- Brachydesmus tetevensis
- Brachydesmus topali
- Brachydesmus troglobius
- Brachydesmus umbraticus
- Brachydesmus velebiticus
- Brachydesmus vermosanus
- Brachydesmus yosemitensis